# Kulpsville, Pennsylvania
Kulpsville, Pennsylvania (енгл. Kulpsville) насељено је место без административног статуса у америчкој савезној држави Пенсилванија.

## Демографија
По попису из 2010. године број становника је 8.194, што је 189 (2,4%) становника више него 2000. године.
| Група             | 2000.         | 2010.         |
| Белци             | 7.114 (88,9%) | 6.821 (83,2%) |
| Афроамериканци    | 302 (3,8%)    | 381 (4,6%)    |
| Азијати           | 361 (4,5%)    | 658 (8,0%)    |
| Хиспаноамериканци | 120 (1,5%)    | 192 (2,3%)    |
| Укупно            | 8.005         | 8.194         |